# Дивоптах малий
Дивоптах малий (Paradisaea minor) — вид горобцеподібних птахів родини дивоптахових (Paradisaeidae).

## Поширення
Вид поширений на заході та півночі Нової Гвінеї та на островах Місоол та Япен. Населяє практично всі лісисті простори — від тропічних лісів до лісистої савани, його можна спостерігати також у парках та садах.

## Опис
Птах середнього розміру, завдовжки 32 см, вагою 141-300 г. У самця темно-бордово-коричневе оперення, жовта верхівка голови, коричнево-жовта верхня частина спини, темно-смарагдово-зелене горло, а довгий хвіст звисає у вигляді шлейфа, насиченого жовтого кольору біля своєї основи і переходить у білий до кінчика. Самиця бордового забарвлення з темно-коричневою головою та білястою нижньою частиною.

## Спосіб життя
Трапляється парами або поодинці. Живе під пологом лісу. Живиться переважно плодами, в основному інжиром. Рідше поїдає комах і нектар.
Сезон розмноження триває з липня по лютий. Полігамний вид. Самці токують, щоб привабити якомога більше самиць. Під час токування декілька самців збираються на спеціальному місці. Вони стоять з розпростертими крилами, демонструючи своє яскраве оперення, та видають хрюкаючі звуки. З появою самиць вони ритмічно нахиляються допереду. Самиці спостерігають за ритуалом збоку, перш ніж вибрати, з яким самцем будуть паруватися. Після спаровування самиці самостійно займаються будівництвом гнізда, насиджуванням яєць та доглядом за потомством. Відкладає 2-3 рожевих яйця.

## Підвиди
Включає три підвиди:
- Paradisaea minor minor,  номінальний підвид, поширений на заході Нової Гвінеї та на острові Місоол;
- Paradisaea minor finschi Meyer, 1885, на півночі Нової Гвнеії;
- Paradisaea minor jobiensis Rothschild, 1897, острів Япен.